# 스톡홀름 시청사

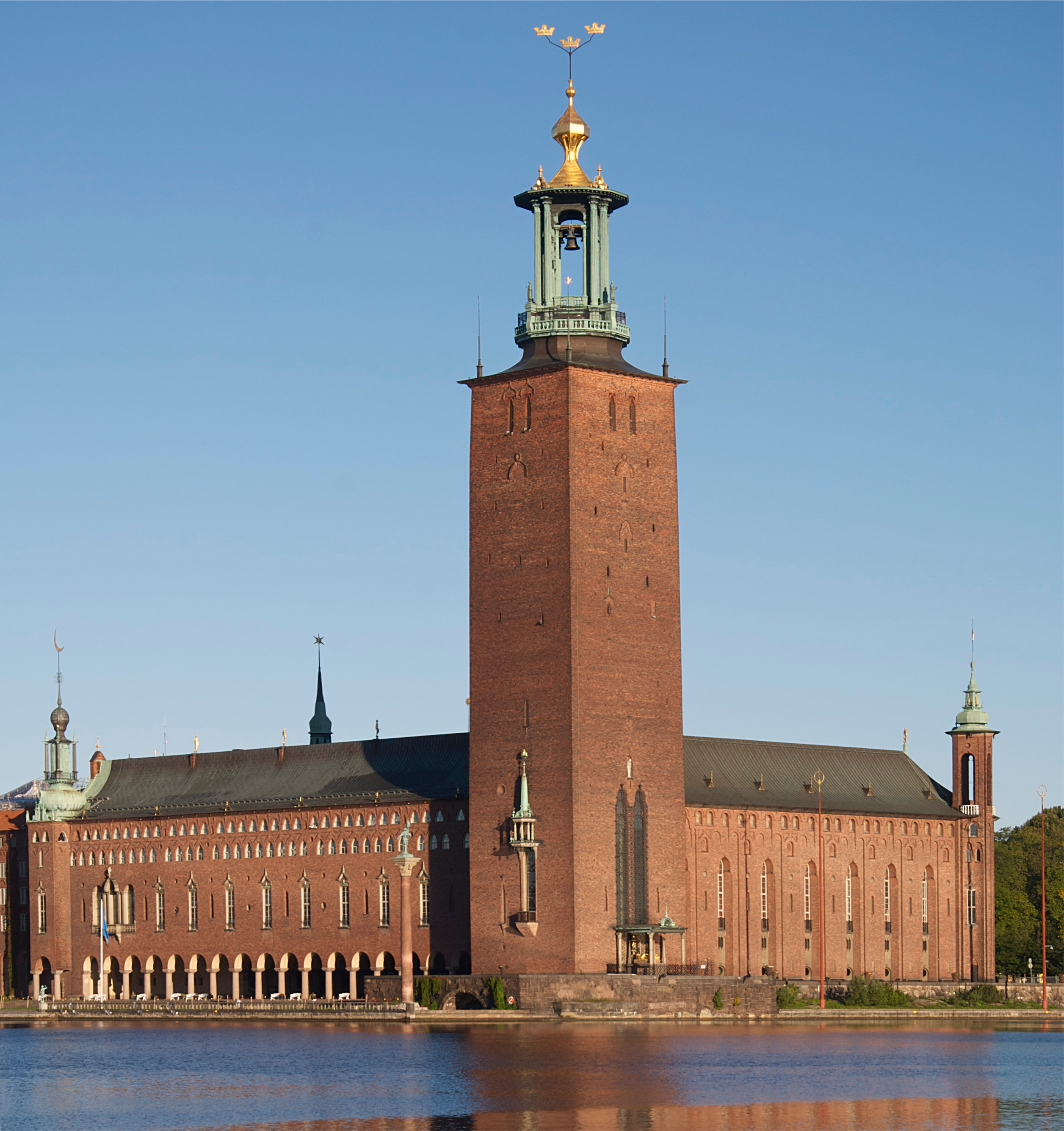
스톡홀름 시청사

스톡홀름 시청사(스웨덴어: Stockholms stadshus)는 스웨덴 스톡홀름의 시청 건물이다. 쿵스홀멘섬 동쪽 끝에 위치한다. 노벨상 기념 만찬이 열리는 장소로 널리 알려져 있다.
스톡홀름 시의회는 1907년에 엘드크바른(Eldkvarn)이 있던 곳에 새로운 시청사를 짓기로 결정했다. 엘드크바른은 1878년에 일어난 화재로 인해 사라진 곡물 제분소이다. 그 뒤 건축 설계 공모전이 진행되었고 스웨덴의 건축가인 랑나르 외스트베리(Ragnar Östberg), 칼 베스트만(Carl Westman), 이바르 텡봄(Ivar Tengbom), 에른스트 토룰프(Ernst Torulf), 칼 베리스텐(Carl Bergsten)이 공동으로 초안을 제출했다. 스톡홀름 시청은 베스트만과 외스트베리 간의 추가 경쟁을 통해 베스트만은 스톡홀름 법원 청사를, 외스트베리는 스톡홀름 시청사를 설계하기로 각각 결정했다. 외스트베리는 탑을 포함하여 베스트만이 설계했던 시청사 디자인의 요소를 사용하여 초안을 수정했다. 외스트베리는 끊임없이 계획을 수정하여 탑 꼭대기에 전등을 설치하고 청색 홀에 파란색 유약 타일을 바르려던 계획을 취소했다.
1911년부터 1923년까지 공사가 진행되었다. 공사 과정에서 약 800만 개에 달하는 붉은 벽돌, 1,800만 개 이상에 달하는 타일이 사용되었다. 특히 "수도사의 벽돌"이라고 부르는 진한 붉은 벽돌은 스웨덴에서 전통적으로 수도원과 교회 건설에 사용되었는데 쇠데르텔리에에 위치한 리나 벽돌 공장에서 제조했다.
이 건물은 1923년 6월 23일에 개관했는데 이는 구스타브 바사 국왕이 1523년에 스톡홀름에 입성한 지 400주년이 되는 날로 여겨졌기 때문이다. 그러나 구스타브 바사 시대에 스웨덴에서 사용하던 율리우스력으로는 1523년 6월 24일이었기 때문에 그레고리력으로는 1523년 7월 4일이 된다. 스톡홀름 시청사 개관 기념 연설은 스웨덴의 시인인 베르네르 폰 헤이덴스탐, 스웨덴의 총리를 역임한 정치인인 얄마르 브란팅이 맡았다.
건물 내부는 청색 홀, 금색 홀로 나뉜다. 푸른색을 띤 바닥 타일과 붉은 벽돌로 장식된 청색 홀에는 10,270개의 파이프로 구성된 오르간이 설치되어 있는데 이 오르간은 스칸디나비아에서 규모가 큰 오르간이다. 청색 홀의 위쪽에 위치한 금색 홀에는 스웨덴의 역사를 소재로 한 대형 타일 모자이크 작품, 금박 장식을 한 모자이크 벽화가 설치되어 있다.
시청사 남동쪽에는 106m에 달하는 높이를 가진 탑이 설치되어 있는데 탑의 꼭대기에는 스웨덴을 상징하는 3개의 왕관이 장식되어 있다. 시청사의 탑은 엘리베이터 또는 365개의 계단을 통해 접근할 수 있다. 탑 안에는 전망대가 설치되어 있어서 스톡홀름 시가지를 한눈에 볼 수 있다.
시청사와 멜라렌호 연안 사이에는 소규모 공원이 설치되어 있다. 공원 안에는 15세기 스웨덴의 혁명가 엥엘브렉트 엥엘브렉트손(Engelbrekt Engelbrektsson)의 동상, 스웨덴의 조각가 칼 엘드(Carl Eldh)가 제작한 조각 작품이 설치되어 있다.